# Pristerophora paulseni
Pristerophora paulseni är en skalbaggsart som beskrevs av Smith 2008. Pristerophora paulseni ingår i släktet Pristerophora och familjen Melolonthidae. Inga underarter finns listade i Catalogue of Life.